# لقصابي (لقصابي)
لقصابي هو دُوَّار يقع بجماعة أديس، إقليم طاطا، جهة سوس ماسة في المملكة المغربية. ينتمي الدوّار لمشيخة لقصابي التي تضم 3 دواوير. يقدر عدد سكانه بـ 947 نسمة حسب الإحصاء الرسمي للسكان والسكنى لسنة 2004.

## روابط خارجية
- البوابة الوطنية للجماعات الترابية نسخة محفوظة 12 مارس 2018 على موقع واي باك مشين.
- المندوبية السامية للتخطيط